# Le Pont-de-Planches
Le Pont-de-Planches era una comuna francesa situada en el departamento de Alto Saona, de la región de Borgoña-Franco Condado, que el 1 de enero de 2016 pasó a ser una comuna delegada de la comuna nueva de La Romaine al fusionarse con las comunas de Greucourt y Vezet.

## Demografía
| Gráfica de evolución demográfica de Le Pont-de-Planches entre 1800 y 2013 |
|                                                                           |

Los datos demográficos contemplados en este gráfico de la comuna de Le Pont-de-Planches se han cogido de 1800 a 1999 de la página francesa EHESS/Cassini, y los demás datos de la página del INSEE.